# Charlotte Hughes (scrittrice)
Charlotte Hughes (...) è una scrittrice statunitense.

## Opere
- Too Many Husbands[1]
- Straight Shootin' Lady[1]
- Travelin' Man[1]
- Sweet Misery[1]
- Tigress[1]
- Scoundrel[1]
- Private Eyes[1]
- Restless Nights[1]
- Louisiana Lovin’[1]
- Tough Guy, Savvy Lady[1]
- The Lady and the Cowboy[1]
- Rascal[1]
- Island Rogue[1]
- The Incredible Hunk[1]
- Passione improvvisa[2] (Kissed by a Rogue)[1]
- The Devil and Miss Goody-Two-Shoes[1]
- The Cop and the Mother-to-Be[1]
- Belated Bride[1]
- Husband Wanted[1]
- Ready-Made Family[1]
- Tall, Dark, and Bad (1996)[1]
- Just Married... Again (1998)[1]
- The Last Southern Belle (1999)[1]
- Punto e a capo[2] (A New Attitude) (2001)[1]
- Millionaire Cop & Mom-To-Be (2002)[1]
- Divisa e rossetto[2] (Hot Shot) (2002)[1]
- And After That, The Dark (2004)[1]
- Night Kills (2004)[1]
- Valley of the Shadows (2004)[1]
- What Looks Like Crazy (2008)[1]
- Nutcase (2009)[1]
- High Anxiety (2009)[1]